# Naoki Yuasa
Pour les articles homonymes, voir Yuasa (homonymie).
Naoki Yuasa (湯浅直樹, Yuasa Naoki), né le 24 avril 1983 à Sapporo, est un skieur alpin japonais spécialiste de slalom. 

## Carrière
Il commence sa carrière officielle en 1998 et la Coupe du monde en 2003. Il marque ses premiers points en 2004 (21e), avant d'améliorer ce résultat un an plus tard avec une 7e place au slalom de Kranjska Gora. En 2005, il participe à ses premiers championnats du monde, se classant 18e en slalom.
Aux Jeux olympiques d'hiver de 2006, à. Turin, il termine à une bonne septième place en slalom.
Il se met en avant et réalise son meilleur classement sur une épreuve mondiale, lors du slalom des championnats du monde 2011 à Garmisch-Partenkirchen, où il termine sixième malgré un dossard élevé. C'est le meilleur résultat japonais à un championnat du monde depuis la cinquième place d'Emi Kawabata en descente féminine aux championnats 1989. Il obtient son premier podium en Coupe du monde en terminant troisième du slalom de Madonna di Campiglio en décembre 2012. Il avait terminé 26e de la première manche, mais réussit une remontée, malgré une hernie discale. En janvier 2014, il est proche d'un deuxième podium en Coupe du monde en se classant quatrième du slalom à Bormio, à huit centièmes du podium et de Manfred Mölgg.
Il participe aussi aux Jeux olympiques d'hiver de 2014 et de 2018, où il ne termine pas le slalom. Entre-temps, il obtient son meilleur classement en slalom dans la Coupe du monde, prenant le seizième rang lors de la saison 2016-2017, où il se classe au mieux septième à Schladming. Il ne marque pas de points cependant lors la saison 2017-2018.

## Palmarès

### Jeux olympiques
| Épreuve / Édition   | Descente | Super G | Slalom géant | Slalom  | Combiné |
| JO 2006 Turin       | —        | —       | —            | 7e      | —       |
| JO 2014 Sotchi      | —        | —       | —            | Abandon | —       |
| JO 2018 Pyeongchang | —        | —       | —            | Abandon | —       |

### Championnats du monde
| Épreuve / Édition | Bormio 2005 | Åre 2007 | Val d'Isère 2009 | Garmisch-Partenkirchen 2011 | Schladming 2013 | Beaver Creek 2015 | Saint-Moritz 2017 |
| Slalom géant      | -           | Abandon  | 29e              | -                           | -               | -                 | -                 |
| Slalom            | 18e         | 18e      | Abandon          | 6e                          | Abandon         | Abandon           | Abandon           |

### Coupe du monde
- Meilleur classement général : 52e en 2013 et 2017.
- Meilleur classement en slalom : 16e en 2017.
- 1 podium : 1 troisième place.

#### Classements par saison
| Saison    | Classement général final | Classement en slalom |
| 2004-2005 | 132e                     | 51e                  |
| 2005-2006 | 89e                      | 31e                  |
| 2006-2007 | 147e                     | 60e                  |
| 2007-2008 | 91e                      | 35e                  |
| 2008-2009 | 102e                     | 37e                  |
| 2009-2010 | 78e                      | 23e                  |
| 2010-2011 | 101e                     | 33e                  |
| 2011-2012 | 56e                      | 20e                  |
| 2012-2013 | 52e                      | 19e                  |
| 2013-2014 | 68e                      | 24e                  |
| 2014-2015 | 94e                      | 28e                  |
| 2015-2016 | 125e                     | 40e                  |
| 2016-2017 | 52e                      | 16e                  |

### Coupe d'Europe
- 5e du classement de slalom en 2008 et 2010.
- 8 podiums, dont 3 victoires (en slalom).

### Championnats du Japon
- Champion du slalom en 2003, 2006, 2016, 2017, 2018 et 2021.